# 朴忠勲
朴 忠勲（パク・チュンフン、朝鮮語: 박충훈 / 朴忠勳、Park Chung-hoon、1919年1月19日 -  2001年3月16日）は、大韓民国の商工官僚、軍人、政治家を務めた人物である。本貫は密陽朴氏。

## 人物
全羅南道済州郡（現在の済州特別自治道）出身。京城第一公立高等普通学校、日本の同志社高等商業学校をそれぞれ卒業後、韓国へ帰って大韓民国陸軍歩兵学校を卒業した。
大韓民国空軍軍人として国防部経理局長などを務め、1961年に空軍少将を最後に予備役へ編入となり軍を離れた。予備役編入後に商工部に転じ、貿易局長、次官を歴任。
1963年に朴正煕大統領による第三共和制政権が発足すると商工部長官に就任し、張基栄国務副総理とコンビを組み、大韓民国経済の市場自由化や輸出政策振興に取り組んだ。
1967年には朴正煕政権下で国務副総理兼経済企画院長官を務め、浦項総合製鉄建設などの懸案処理に当たった。その後は大韓民国貿易協会会長などを務め、また1971年の第8代総選挙に於いて与党たる民主共和党公認候補として永登浦区丁選挙区に立候補したが、野党新民党の尹吉重に敗れて当選はならなかった。
1979年10月に朴正煕が暗殺された後に大統領に就任した崔圭夏政権下の1980年、申鉉碻の後を受ける形で国務総理臨時代理に就任したが、同年8月16日に崔が僅か8ヶ月の短期で大統領を辞任したことにより総理臨時代理の身分で大統領権限代行を務め、全斗煥大韓民国陸軍中将が第11代大統領に就任するまで務めた。
1981年4月に全斗煥政権で設立された大韓民国国家元老諮問会議の構成員に委嘱されている。
2001年3月16日、大韓民国ソウル特別市の私邸にて永眠した。82歳没。